# Kežmarok
Kežmarok (în germană Kesmark / Käsmark, în maghiară Késmárk) este un oraș în regiunea istorică Spiš (germană Zips), Slovacia cu 17.285 locuitori.

## Demografie
| An:                | 1994   | 2004   | 2014   | 2024   |
| ------------------ | ------ | ------ | ------ | ------ |
| Număr de persoane: | 17.796 | 17.179 | 16.636 | 15.145 |
| Diferență:         |        | −3,46% | −3,16% | −8,96% |

| An:                | 2023   | 2024   |
| ------------------ | ------ | ------ |
| Număr de persoane: | 15.238 | 15.145 |
| Diferență:         |        | −0,61% |

## Personalități născute aici
- Albert Laski (1536 - 1605), nobil polonez.